# Sangemini Trevigiani Mg.k Vis
Sangemini Trevigiani Mg.k Vis is een wielerploeg die een Italiaanse licentie heeft. De ploeg werd in 2014 opgericht onder de naam Vega-Hotsand. Het team is actief als UCI continental team.

## Bekende renners
Nicola Gaffurini (2014-2018)
 Gianmarco Di Francesco (2014–2016)
 Antonio Santoro (2015)
 Michele Gazzara (2015–2018)
 Michele Scartezzini (2015-2019)
 Paolo Totò (2016-2019)
 Francesco Manuel Bongiorno (2017)
 Luca Colnaghi (2018)
 Attilio Viviani (2018)
 Matteo Draperi (2018)
 Filippo Zana (2019)
 Fabio Mazzucco (2019)
 Leonardo Bonifazio (2019)
 Francesco Di Felice (2020-)